# Rodrigo Barrera
Rodrigo Barrera, född 30 maj 1970, är en chilensk före detta professionell fotbollsspelare. Barrera spelade största delen av sin karriär för Santiago-klubben Universidad de Chile. Sammanlagt blev det också 22 matcher för det chilenska landslaget (5 mål) och han var en del av laget då man deltog i VM 1998. Han avslutade sin spelarkarriär 2006.